# 2022年巴布亚新几内亚地震
2022年巴布亚新几内亚地震是指2022年9月11日发生于巴布亚新几内亚的强烈地震。该次地震震中位于巴布亚新几内亚凯南图以东约66千米处（南纬6.256度，东经146.469度），震级为MW 7.6，震源深度约为90.0千米，最大烈度为8度。
截至2022年9月16日，该次地震共造成12人死亡和至少42人受伤。本次地震已被美国地质调查局列入2022年显著地震列表。

## 发震背景

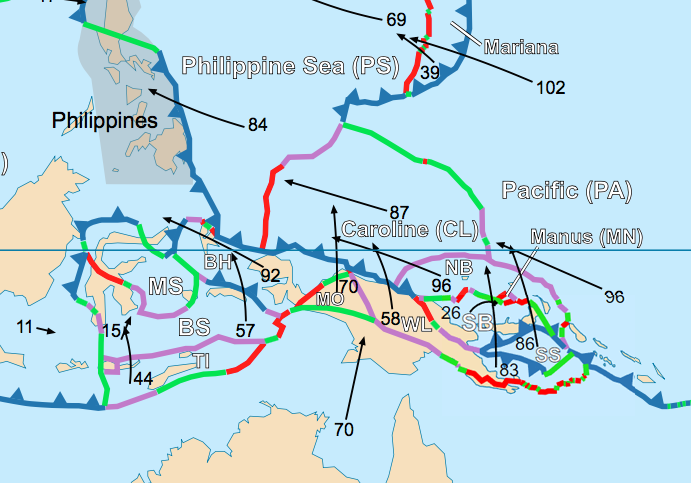
巴布亚新几内亚附近的板块分布

巴布亚新几内亚处于环太平洋地震带。除了太平洋板块与印度-澳大利亚板块间的碰撞外，南俾斯麦板块、所罗门海板块和木百灵板块等微板块之间的相互作用十分复杂，导致该国被认为是一个地震灾害十分活跃的地区，频发6级以上的地震。其中，自1900年以来已经发生了100多次7级以上的地震。
美国地质调查局认为，该次地震是一次发生在澳大利亚板块南缘的正断层型地震，其破裂范围大致为75千米×30千米。在地震震中附近，澳大利亚板块每年会以约100毫米/年的速度相对于太平洋板块向东北偏东的方向移动。在该次地震震中距250千米范围内，过去50年间共发生过78次震级为6.0级及以上的地震。其中，共有31次地震发生在震中距100千米范围之内。特别是在1989年，在此次地震震中距仅25千米的地方曾发生了一次7.1级地震。

## 参数测定
美国地质调查局认为，该次地震震中位于巴布亚新几内亚凯南图以东约66千米处（南纬6.256度，东经146.469度），震级为MW 7.6，震源深度约为90.0千米，最大烈度为8度。此外，该机构利用W震相方法，反演出了此次地震的震源机制解。断层节面Ⅰ的走向、倾角和滑动角分别为81°、80°和-117°，节面Ⅱ的走向、倾角和滑动角分别为333°、29°和-21°，因此此次地震属于一次正断层型地震。
欧洲地中海地震中心和中国地震台网测定的震级在数值上与美国相同，分别MW 7.6和Ms 7.6。但这2个机构测定的震源深度均较浅一些，分别为80千米和70千米。此外，德国地球科学研究中心GEOFON台网中心测定的震级在数值上较小一些，为MW 7.5。在震源深度上，该机构的测定结果也较深一些，为100千米。

## 震害影响
共有12人因此次地震而死亡，另有42人受伤。其中，瓦乌境内共有3人死亡。医疗设施、房屋、道路和主要公路受损。在拉伊海岸县内，有1人因山体滑坡而死亡。在卡布武姆县内，共有3人死亡，另有多人受伤。该地区内有一些建筑物倒塌。一些幸存者被直升机送往安全地带避难。莱城内有一些旷工因山体滑坡而被掩埋。纳瓦伊境内共有4人死亡。其中，有1名女性和1名男性是在落石中死亡的。此外，灾区当地的政客Kessy Sawang称，菲尼斯特雷岭周围和沿海地区的村落受灾严重，伤亡数字有可能增加。此外，她还强调，许多人和房屋都因山体滑坡而被掩埋。

## 外部連結
- ReliefWeb  對於本事件的主頁面